# Mooney M20

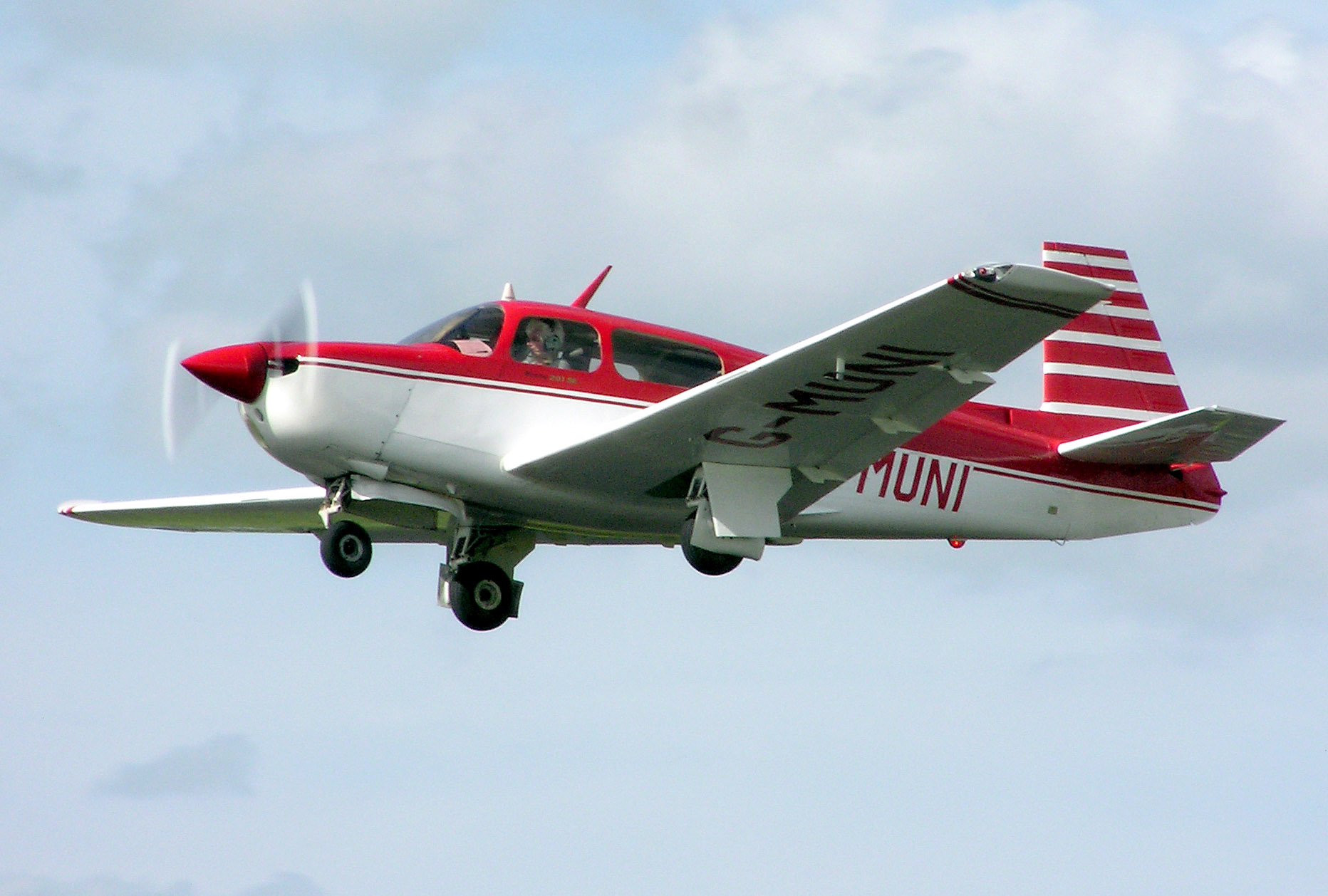
Mooney M20J (medium body)

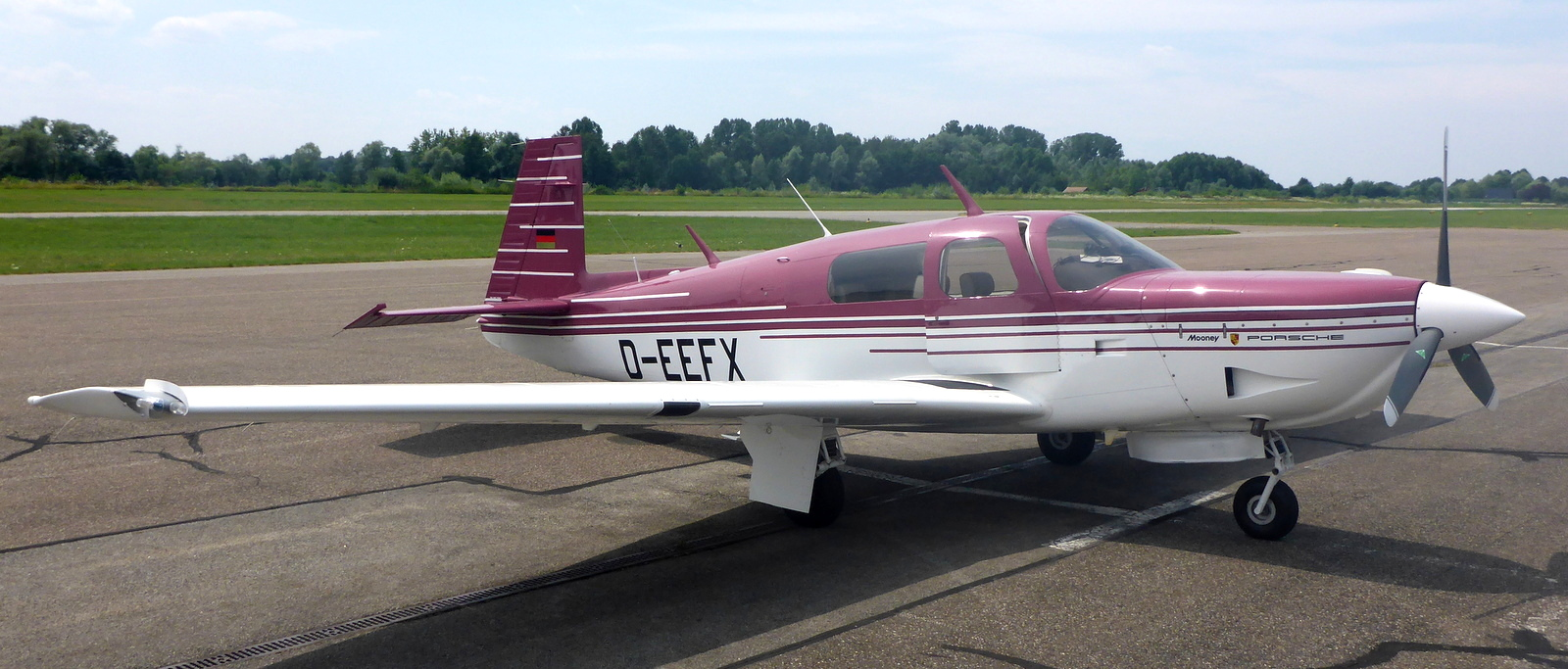
Mooney M20L (long-body) met Porsche motor

De Mooney M20 is een Amerikaans eenmotorig laagdekker sportvliegtuig. Het vierzitter toestel maakte zijn eerste vlucht in 1953. Totaal zijn er, inclusief alle varianten, meer dan 11.000 van gebouwd. Wegens lastige marktomstandigheden hangt het voortbestaan van de firma Mooney International Corporation sinds 2020 aan een zijden draadje.
Het ontwerp van de Mooney M20 kwam voort uit de éénpersoons Mooney M18. De vierpersoons M20 heeft een smalle romp en een intrekbaar landingsgestel. De rechte voorkant van het verticale staartvlak geeft het vliegtuig een kenmerkend voorkomen. De smalle romp heeft als voordeel een lage luchtweerstand, resulterend in een hoge kruissnelheid. Door de kleine rompdoorsnede is de binnenruimte voor de piloot en passagiers aan de bescheiden kant.

## Varianten
De Mooney M20 is tot 1960 gebouwd met vleugels en een staart van hout. Vanaf 1960 is het gehele toestel geconstrueerd van metaal. De  Mooney M20 is geproduceerd in drie romplengtes: De short-body (M20 tot M20E), medium-body (M20F tot M20K), en long-body (M20L tot M20V). De langere romp geeft de vier inzittenden meer beenruimte, maar de grotere weerstand maakt het toestel wel iets minder snel.
Het toestel is in de loop der tijd geleverd in ruim 20 verschillende uitvoeringen. De ingebouwde vier- en zescilinder boxermotoren van 150-280 pk kwamen voornamelijk van Lycoming en Continental. Tussen 1988 en 1990 zijn er 41 Mooney M20L exemplaren geleverd met de Porsche PFM 3200 zescilinder boxermotor. 

## Specificaties

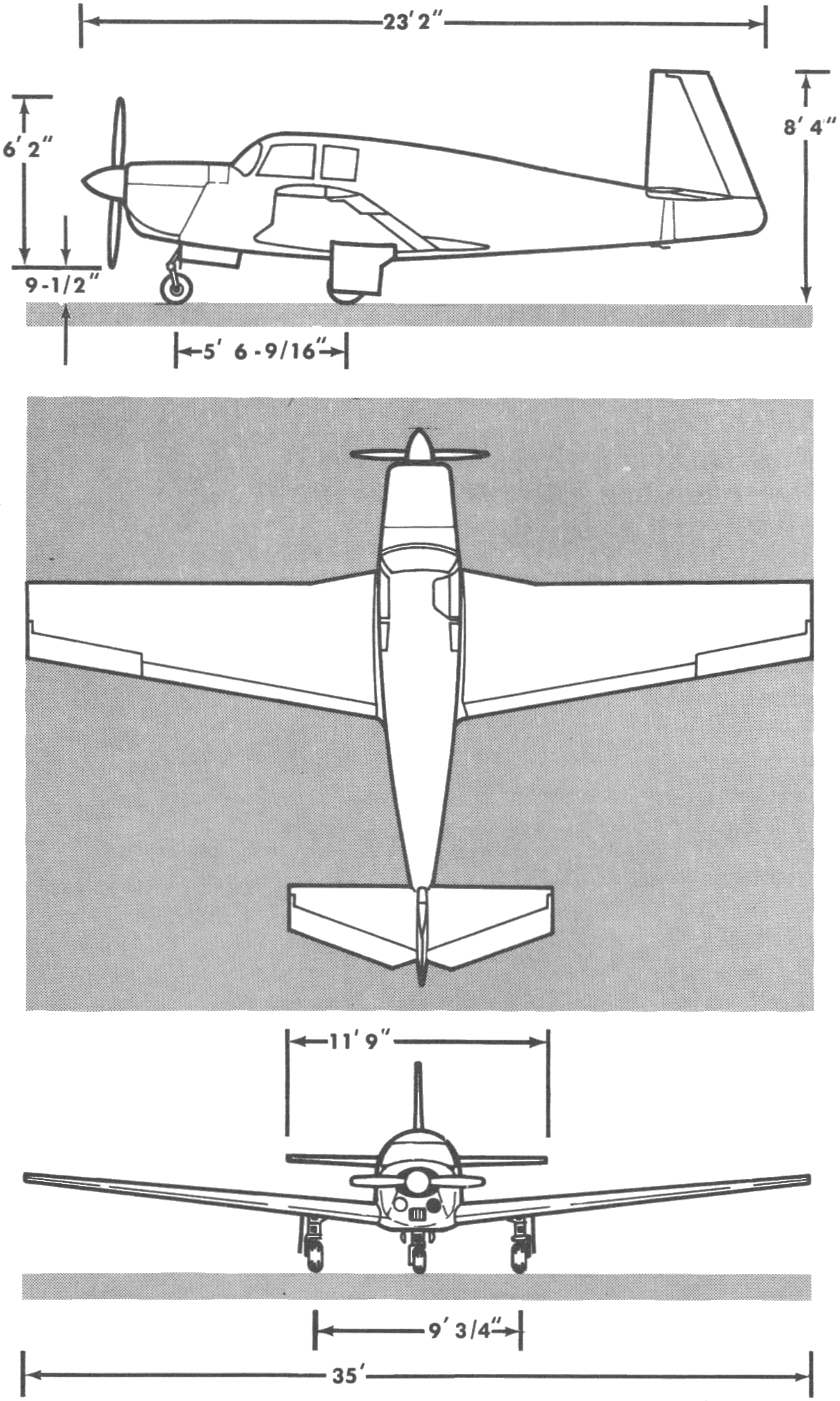
Mooney M20C Ranger

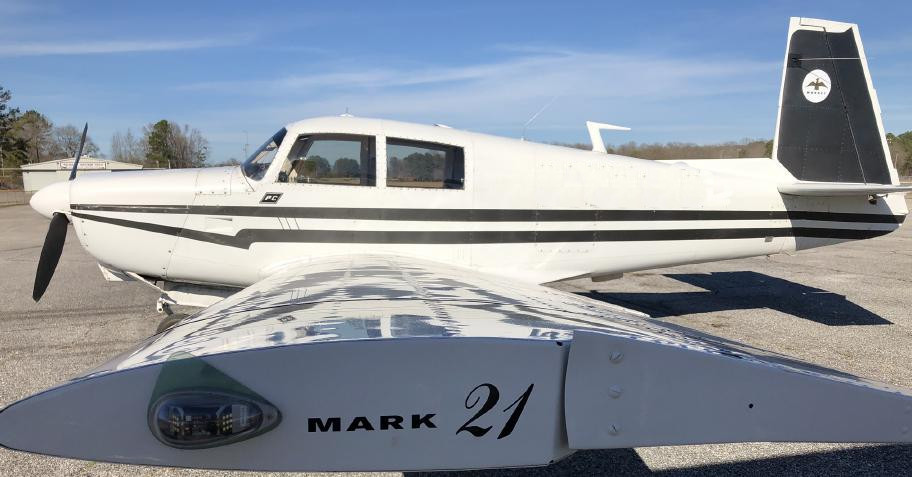
Mooney M20C (short-body)

- Type: Mooney M20 Acclaim Ultra (2016)
- Fabriek: Mooney International Corporation
- Ontwerper: Al Mooney
- Bemanning: 1
- Passagiers: 3
- Lengte: 8,13 m
- Spanwijdte: 11,13 m
- Hoogte: 2,54 m
- Leeg gewicht: 1080 kg
- Maximum gewicht: 1528 kg
- Motor: 1 × Continental TSIO-550-G zescilinder boxermotor, 280 pk (209 kW)
- Propeller: Drieblads Hartzell Scimitar
- Eerste vlucht: 1953
- Aantal gebouwd: 11.000+ (1955-2019)

Prestaties:
- Kruissnelheid op 1500 m: 348 km/u
- Maximum kruissnelheid op 7500 m: 421 km/u[3]
- Overtreksnelheid: 98 km/u
- Plafond: 7600 m
- Vliegbereik: 2000 km (standaard tanks)